# Jamaica az 1992. évi nyári olimpiai játékokon
Jamaica a spanyolországi Barcelonában megrendezett 1992. évi nyári olimpiai játékok egyik részt vevő nemzete volt. Az országot az olimpián 5 sportágban 36 sportoló képviselte, akik összesen 4 érmet szereztek.

## Érmesek
| Érem  | Versenyző       | Sportág  | Versenyszám     |
| ----- | --------------- | -------- | --------------- |
| Ezüst | Winthrop Graham | Atlétika | Férfi 400 m gát |
| Ezüst | Juliet Cuthbert | Atlétika | Női 100 m       |
| Ezüst | Juliet Cuthbert | Atlétika | Női 200 m       |
| Bronz | Merlene Ottey   | Atlétika | Női 200 m       |

## Asztalitenisz
Férfi
| Versenyző     | Versenyszám | Csoportkör                                                                                | Csoportkör | Nyolcaddöntő      | Negyeddöntő       | Elődöntő          | Döntő             | Helyezés |
| Versenyző     | Versenyszám | Ellenfél Eredmény                                                                         | Hely.      | Ellenfél Eredmény | Ellenfél Eredmény | Ellenfél Eredmény | Ellenfél Eredmény | Helyezés |
| ------------- | ----------- | ----------------------------------------------------------------------------------------- | ---------- | ----------------- | ----------------- | ----------------- | ----------------- | -------- |
| Michael Hyatt | Egyes       | E csoport · Andrej Mazunov (EUN) · 0-2 · Jörg Roßkopf (GER) · 0-2 · Joseph Ng (CAN) · 2-0 | 3.         | kiesett           | kiesett           | kiesett           | kiesett           | 33.      |

## Atlétika
Férfi
| Versenyző                                                | Versenyszám     | Előfutam      | Előfutam      | Előfutam      | Negyeddöntő | Negyeddöntő | Negyeddöntő | Elődöntő | Elődöntő | Elődöntő | Döntő   | Döntő    |
| Versenyző                                                | Versenyszám     | Idő           | Hely.         | Össz.         | Idő         | Hely.       | Össz.       | Idő      | Hely.    | Össz.    | Idő     | Helyezés |
| -------------------------------------------------------- | --------------- | ------------- | ------------- | ------------- | ----------- | ----------- | ----------- | -------- | -------- | -------- | ------- | -------- |
| Ray Stewart                                              | 100 m           | 10,61         | 1.            | 30.           | 10,36       | 4.          | 16.         | 10,33    | 4.       | 10.*     | 10,22   | 7.       |
| Clive Wright                                             | 200 m           | 20,98         | 2.            | 16.           | 20,70       | 3.          | 17.         | 20,82    | 7.       | 13.      | kiesett | kiesett  |
| Dennis Blake                                             | 400 m           | 45,92         | 4.            | 17.*          | 46,49       | 8.          | 28.         | kiesett  | kiesett  | kiesett  | kiesett | kiesett  |
| Devon Morris                                             | 400 m           | 46,45         | 3.            | 33.*          | 45,67       | 5.          | 17.*        | kiesett  | kiesett  | kiesett  | kiesett | kiesett  |
| Anthony Wallace                                          | 400 m           | 46,88         | 4.            | 40.           | kiesett     | kiesett     | kiesett     | kiesett  | kiesett  | kiesett  | kiesett | kiesett  |
| Clive Terrelonge                                         | 800 m           | 1:46,64       | 2.            | 5.            |             |             |             | 1:51,03  | 6.       | 22.      | kiesett | kiesett  |
| Richard Bucknor                                          | 110 m gát       | 13,91         | 6.            | 24.*          | 14,22       | 9.          | 24.         | kiesett  | kiesett  | kiesett  | kiesett | kiesett  |
| Anthony Knight                                           | 110 m gát       | 14,12         | 6.            | 30.*          | kiesett     | kiesett     | kiesett     | kiesett  | kiesett  | kiesett  | kiesett | kiesett  |
| Winthrop Graham                                          | 400 m gát       | 48,51         | 1.            | 3.            |             |             |             | 47,62    | 1.       | 1.       | 47,66   |          |
| Mark Thompson                                            | 400 m gát       | kizárták      | kizárták      | kizárták      |             |             |             | kiesett  | kiesett  | kiesett  | kiesett | kiesett  |
| Michael Green Rudolph Mighty Anthony Wallace Ray Stewart | 4 × 100 m váltó | nem ért célba | nem ért célba | nem ért célba |             |             |             | kiesett  | kiesett  | kiesett  | kiesett | kiesett  |
| Dennis Blake Devon Morris Howard Davis Patrick O'Connor  | 4 × 400 m váltó | kizárták      | kizárták      | kizárták      |             |             |             |          |          |          | kiesett | kiesett  |

Női
| Versenyző                                                                                            | Versenyszám     | Előfutam | Előfutam | Előfutam | Negyeddöntő | Negyeddöntő | Negyeddöntő | Elődöntő | Elődöntő | Elődöntő | Döntő         | Döntő         |
| Versenyző                                                                                            | Versenyszám     | Idő      | Hely.    | Össz.    | Idő         | Hely.       | Össz.       | Idő      | Hely.    | Össz.    | Idő           | Helyezés      |
| --- | --------------- | -------- | -------- | -------- | ----------- | ----------- | ----------- | -------- | -------- | -------- | ------------- | ------------- |
| Dahlia Duhaney                                                                                       | 100 m           | 11,73    | 4.       | 31.*     | 11,61       | 6.          | 20.         | kiesett  | kiesett  | kiesett  | kiesett       | kiesett       |
| Juliet Cuthbert                                                                                      | 100 m           | 11,14    | 1.       | 1.       | 11,12       | 1.          | 2.          | 10,98    | 1.       | 1.       | 10,83         |               |
| Juliet Cuthbert                                                                                      | 200 m           | 22,99    | 1.       | 7.       | 22,01       | 1.          | 2.          | 21,75    | 2.       | 2.       | 22,02         |               |
| Grace Jackson                                                                                        | 200 m           | 22,72    | 2.       | 2.       | 22,59       | 2.          | 11.         | 22,58    | 4.       | 8.       | 22,58         | 6.            |
| Merlene Ottey                                                                                        | 200 m           | 22,95    | 1.       | 6.       | 21,94       | 1.          | 1.          | 22,12    | 1.       | 4.       | 22,09         |               |
| Merlene Ottey                                                                                        | 100 m           | 11,26    | 1.       | 4.       | 11,15       | 1.          | 4.          | 11,07    | 2.       | 3.       | 10,88         | 5.            |
| Juliet Campbell                                                                                      | 400 m           | 53,69    | 4.       | 24.      | 52,12       | 6.          | 18.         | kiesett  | kiesett  | kiesett  | kiesett       | kiesett       |
| Sandie Richards                                                                                      | 400 m           | 52,56    | 1.       | 12.      | 50,76       | 2.          | 5.          | 50,35    | 3.       | 6.       | 50,19         | 7.            |
| Claudine Williams                                                                                    | 400 m           | 52,97    | 4.       | 20.      | 52,84       | 6.          | 23.         | kiesett  | kiesett  | kiesett  | kiesett       | kiesett       |
| Michelle Freeman                                                                                     | 100 m gát       | 12,90    | 1.       | 2.       | 15,84       | 8.          | 24.         | kiesett  | kiesett  | kiesett  | kiesett       | kiesett       |
| Dionne Rose                                                                                          | 100 m gát       | 13,29    | 5.       | 21.      | 13,17       | 7.          | 11.*        | 13,22    | 7.       | 11.      | kiesett       | kiesett       |
| Gillian Russell                                                                                      | 100 m gát       | 13,07    | 2.       | 6.       | 13,23       | 3.          | 13.         | 13,35    | 6.       | 14.      | kiesett       | kiesett       |
| Deon Hemmings                                                                                        | 400 m gát       | 55,48    | 3.       | 7.       |             |             |             | 54,70    | 4.       | 9.       | 55,58         | 7.            |
| Michelle Freeman Juliet Cuthbert Dahlia Duhaney Merlene Ottey                                        | 4 × 100 m váltó | 42,28    | 1.       | 1.       |             |             |             |          |          |          | nem ért célba | nem ért célba |
| Catherine Pomales-Scott Catherine Rattray-Williams Juliet Campbell Sandie Richards Claudine Williams | 4 × 400 m váltó | 3:25,55  | 2.       | 4.       |             |             |             |          |          |          | 3:25,68       | 5.            |

| Versenyző             | Versenyszám | Selejtező             | Selejtező             | Döntő    | Döntő    |
| Versenyző             | Versenyszám | Eredmény              | Helyezés              | Eredmény | Helyezés |
| --------------------- | ----------- | --------------------- | --------------------- | -------- | -------- |
| Diane Guthrie-Gresham | Távolugrás  | érvényes ugrás nélkül | érvényes ugrás nélkül | kiesett  | kiesett  |
| Dionne Rose           | Távolugrás  | 622 cm                | 24.                   | kiesett  | kiesett  |

* - egy másik versenyzővel azonos időt ért el

## Kerékpározás

### Országúti kerékpározás
Férfi
| Versenyző     | Versenyszám   | Idő              | Helyezés         |
| ------------- | ------------- | ---------------- | ---------------- |
| Andrew Myers  | Mezőnyverseny | nem állt rajthoz | nem állt rajthoz |
| Michael McKay | Mezőnyverseny | nem ért célba    | nem ért célba    |
| Arthur Tenn   | Mezőnyverseny | nem ért célba    | nem ért célba    |

### Pálya-kerékpározás
Sprintversenyek
| Versenyző    | Versenyszám  | Selejtező | Selejtező | 1. forduló                                     | 1. forduló | Vigaszág selejtező              | Vigaszág selejtező | Vigaszág döntő       | Vigaszág döntő | 2. forduló             | 2. forduló | Vigaszág             | Vigaszág | Negyeddöntő          | 5–8. helyért           | 5–8. helyért | Elődöntő             | Döntő                | Helyezés    |
| Versenyző    | Versenyszám  | Idő       | Hely.     | Ellenfelek Győztes idő                         | Hely.      | Ellenfél Győztes idő            | Hely.              | Ellenfél Győztes idő | Hely.          | Ellenfelek Győztes idő | Hely.      | Ellenfél Győztes idő | Hely.    | Ellenfél Győztes idő | Ellenfelek Győztes idő | Hely.        | Ellenfél Győztes idő | Ellenfél Győztes idő | Helyezés    |
| ------------ | ------------ | --------- | --------- | ---------------------------------------------- | ---------- | ------------------------------- | ------------------ | -------------------- | -------------- | ---------------------- | ---------- | -------------------- | -------- | -------------------- | ---------------------- | ------------ | -------------------- | -------------------- | ----------- |
| Andrew Myers | Férfi egyéni | 11,633    | 20.       | José Moreno (ESP) · Rolf Furrer (SUI) · 11,278 | 3.         | Kodzsima Keidzsi (JPN) · 11,212 | 2.                 | kiesett              | kiesett        | kiesett                | kiesett    | kiesett              | kiesett  | kiesett              | kiesett                | kiesett      | kiesett              | kiesett              | helyezetlen |

Időfutam
| Versenyző    | Versenyszám           | Idő      | Helyezés |
| ------------ | --------------------- | -------- | -------- |
| Andrew Myers | Férfi egyéni időfutam | 1:13,186 | 29.      |

## Ökölvívás
| Versenyző       | Versenyszám | Selejtező                       | Nyolcaddöntő      | Negyeddöntő       | Elődöntő          | Döntő             | Helyezés |
| Versenyző       | Versenyszám | Ellenfél Eredmény               | Ellenfél Eredmény | Ellenfél Eredmény | Ellenfél Eredmény | Ellenfél Eredmény | Helyezés |
| --------------- | ----------- | ------------------------------- | ----------------- | ----------------- | ----------------- | ----------------- | -------- |
| St. Aubyn Hines | Papírsúly   | Phamuansak Phasuwan (THA) · RSC | kiesett           | kiesett           | kiesett           | kiesett           | 17.      |
| Delroy Leslie   | Könnyűsúly  | Dobasi Sigejuki (JPN) · 5-11    | kiesett           | kiesett           | kiesett           | kiesett           | 17.      |

RSC - a játékvezető megállította a mérkőzést

## Vitorlázás
Férfi
| Versenyző                     | Versenyszám    | Futam | Futam  | Futam | Futam | Futam | Futam | Futam | Pontszám | Helyezés |
| Versenyző                     | Versenyszám    | 1     | 2      | 3     | 4     | 5     | 6     | 7     | Pontszám | Helyezés |
| ----------------------------- | -------------- | ----- | ------ | ----- | ----- | ----- | ----- | ----- | -------- | -------- |
| Andrew Gooding Robert Quinton | 470-es osztály | 36,0  | (39,0) | 25,0  | 38,0  | 37,0  | 14,0  | 39,0  | 189,0    | 33.      |